# Liste der Kulturdenkmale in Külsheim

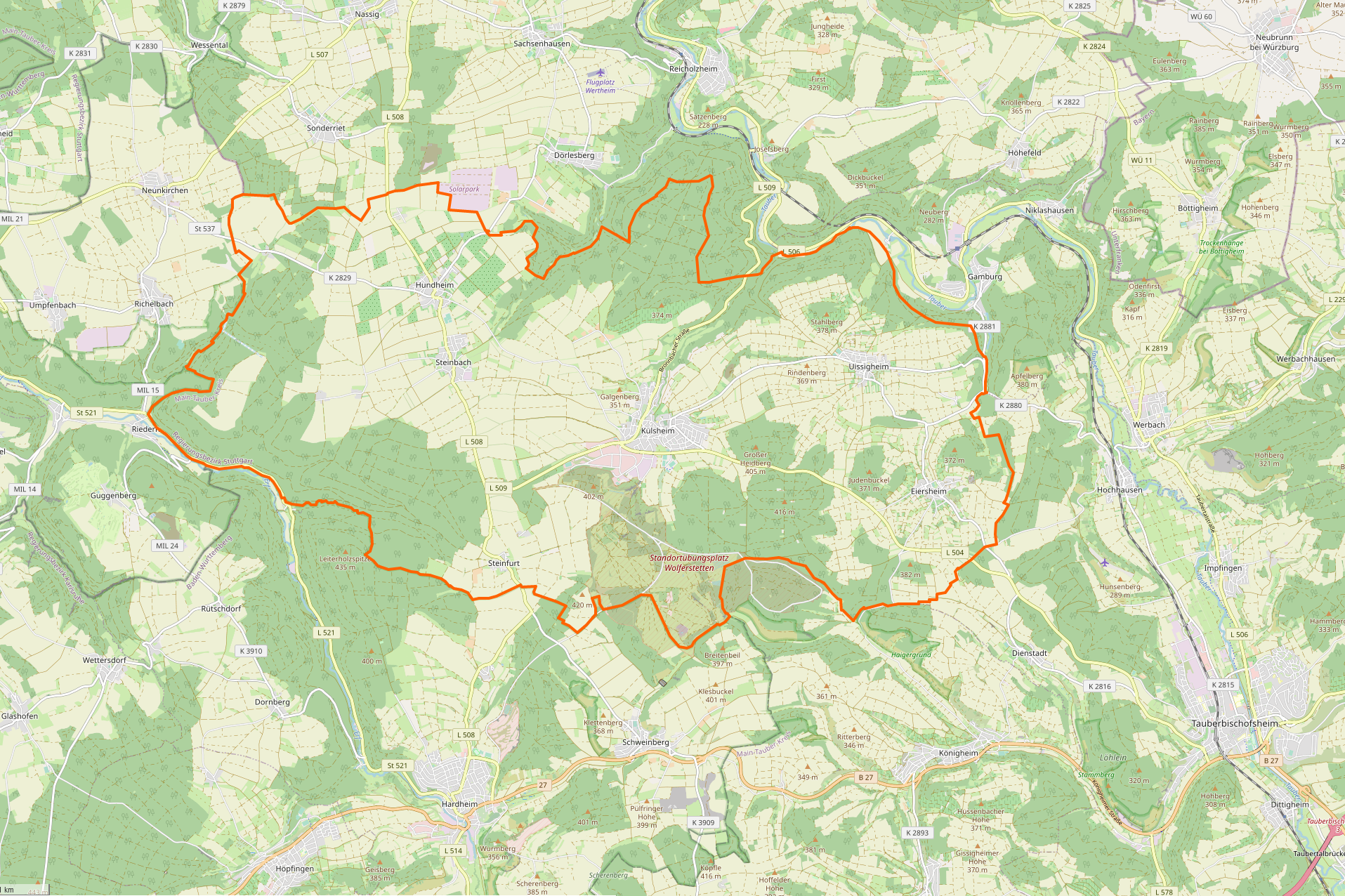
Gemarkung und Lage der Stadt Külsheim

Wappen der Stadt Külsheim

In der Liste der Kulturdenkmale in Külsheim sind unbewegliche Bau- und Kunstdenkmale aller Stadtteile von Külsheim aufgeführt. Grundlage für diese Liste ist die vom Regierungspräsidium Stuttgart herausgegebene Liste der Bau- und Kunstdenkmale mit Stand vom 15. Februar 2012. Der Artikel ist Teil der übergeordneten Liste der Kulturdenkmale im Main-Tauber-Kreis. Diese Liste ist nicht rechtsverbindlich. Eine rechtsverbindliche Auskunft ist lediglich auf Anfrage bei der Unteren Denkmalschutzbehörde der Stadt Külsheim erhältlich.
Kleindenkmale wie beispielsweise Bildstöcke, Statuen und Wegkreuze blieben im Stadtgebiet zahlreich erhalten. Der Grund liegt in der seit dem Mittelalter durchgehend landwirtschaftlichen Struktur. Es kam in der Neuzeit zu keiner Verdichtung von Siedlung und Industrie wie in den Ballungsgebieten, so dass diese Kulturdenkmale im Freiland weitgehend erhalten blieben. Neben zahlreichen Baudenkmalen und Bildstöcken umfasst die Liste alleine in Külsheim 18 Brunnen. Daher trägt die Stadt weitläufig auch den Beinamen Brunnenstadt.

## Allgemein
- Bild: Zeigt ein ausgewähltes Bild aus Commons, „Weitere Bilder“ verweist auf die Bilder im Medienarchiv Wikimedia Commons.
- Bezeichnung: Nennt den Namen, die Bezeichnung oder die Art des Kulturdenkmals.
- Lage: Straßenname und Hausnummer oder Flurstücknummer des Kulturdenkmals, gegebenenfalls auch den Ortsteil. Die Grundsortierung der Liste erfolgt nach dieser Adresse. Der Link (Karte) führt zu verschiedenen Kartendiensten mit der Position des Kulturdenkmals. Fehlt dieser Link, wurden die Koordinaten noch nicht eingetragen. Sind diese bekannt, können sie über ein Tool mit einer Kartenansicht einfach nachgetragen werden. In dieser Kartenansicht sind Kulturdenkmale ohne Koordinaten mit einem roten bzw. orangen Marker dargestellt und können durch Verschieben auf die richtige Position in der Karte mit Koordinaten versehen werden. Kulturdenkmale ohne Bild sind an einem blauen bzw. roten Marker erkennbar.
- Datierung: Baubeginn, Fertigstellung, Datum der Erstnennung oder grobe zeitliche Einordnung entsprechend des Eintrags in der zuständigen Denkmaldatenbank (Landesamt für Denkmalpflege Baden-Württemberg).
- Beschreibung: Kurzcharakteristik des Kulturdenkmals.

## Bau-, Kunst- und Kulturdenkmale im Stadtbezirk Külsheim

### Eiersheim
Bau-, Kunst- und Kulturdenkmale in Eiersheim (⊙):
| Bild           | Bezeichnung                  | Lage                                                                  | Datierung | Beschreibung | ID |
| -------------- | ---------------------------- | --------------------------------------------------------------------- | --------- | --- | -- |
| Weitere Bilder | Josefskapelle                | Haigergrund (Karte)                                                   | 1888      | Josefskapelle in der Gemarkung von Külsheim-Eiersheim. Unmittelbar nach der Kapelle beginnt die Gemarkung von Königheim. |    |
| Weitere Bilder | St. Margareta                | Pfarrgasse 1 (Karte)                                                  | 1831      | Römisch-katholische Kirche St. Margareta, 1831 im Empirestil erbaut und hundert Jahre später erneuert. |    |
|                | Sühnekreuz                   | L 504 (an) (Flst.Nr. 7.203) (Karte)                                   |           | Kleindenkmal Nr. 01 (Eiersheim): Sühnekreuz. An der Straße (L 504) nach Külsheim am Madenbuckel. Das sog. Schwedenkreuz war lange Zeit durch Erosion zugedeckt und wurde im September 1965 wieder ausgegraben. Im Dreißigjährigen Krieg soll ein schwedischer Offizier wegen seiner Grausamkeit von den eigenen Soldaten ermordet worden sein. Das Kreuz muss nicht aus der Zeit des 30-jährigen Krieges stammen, es könnte als Sühnekreuz für einen Totschlag auch älter sein. | BW |
|                | Steinkreuz                   | L 504 (an) (Flst.Nr. 7.765) (Karte)                                   | 1741      | Kleindenkmal Nr. 02 (Eiersheim): Steinkreuz. An der Landstraße 504 Külsheim nach Tauberbischofsheim. Was die Inschrift bedeutet konnte noch nicht ergründet werden. Inschrift: HIK.EFAKIN.1741. | BW |
|                | Steinkreuz                   | An der Kirche (Flst.Nr. 1) (Karte)                                    |           | Kleindenkmal Nr. 03 (Eiersheim): Steinkreuz. Links vom Haupteingang der Kirche. Das barocke Kreuz mit Sockel stand bis in die 1960er Jahre im ehemaligen Friedhof innerhalb der Kirchhofmauer. Beim Abriss dieser alten Mauer wurde das Kreuz links vom Haupteingang der Kirche aufgestellt. | BW |
|                | Steinkreuz                   | Friedhof (Flst.Nr. 4.566) (Karte)                                     |           | Kleindenkmal Nr. 04 (Eiersheim): Steinkreuz. Friedhofskreuz. Es befand sich bis zur Neugestaltung des Friedhofs in der Mitte des 1841 außerhalb des Dorfes angelegten Friedhofes. Seitdem steht das Kreuz an der oberen, westlichen Friedhofsmauer. | BW |
|                | Steinkreuz                   | L 504 (an) (Flst.Nr. 8.267) (Karte)                                   | 1936      | Kleindenkmal Nr. 05 (Eiersheim): Steinkreuz. An der L 504 bei der Abzweigung zur "Hohen Straße" im Gewann Lichteneiche. Inschrift: O HEILIGES KREUZ DU EINZIGE HOFNUNG SEI MIR GEGRÜSST. ERRICHTET VON JOSEF ADOLF RUDOLF UND EHEFRAU WILHELMINA IM JAHR 1936. | BW |
|                | Steinkreuz                   | Gewann Hohen Eierde (Flst.Nr. 6.380) (Karte)                          | 1950      | Kleindenkmal Nr. 06 (Eiersheim): Steinkreuz. Steinkreuz im Gewann Hohen Eierde von 1950. Der Corpus ist aus Bronze. Inschrift: GESTIFTET VON EDMUND GÖBEL U. EHEFRAU EIERSHEIM 1950. | BW |
|                | Sühnekreuz                   | Steige (Karte)                                                        | 1579      | Kleindenkmal Nr. 07 (Eiersheim): Sühnekreuz oben an der Steige, wo der Weg in die L 504 einmündet. Beschreibung: Auf dem Relief ist ein kniender Mann abgebildet, der mit erhobenen Händen vor einem Kreuz mit Corpus betet. Original wurde in der Nacht vom 17. auf 18. März 1984 gestohlen. Inschrift: 1579. ANDREAS STÜTZEL. |    |
|                | Bildstock                    | Kapellenstraße / Kirchenberg (Gewann) (Flst.Nr. 11.019) (Karte)       | 1615      | Kleindenkmal Nr. 08 (Eiersheim): Bildstock. Bei der Kapelle steht dieser Bildstock mit gotischem Stützbogen, darauf ein Kreuz. Am Schaft des Kreuzes ist ein Totenkopf und ein Knochen abgebildet. Inschrift: 1615. | BW |
| Weitere Bilder | Kapelle Zur Heiligen Familie | Kapellenstraße (Karte)                                                |           | Kapelle Zur Heiligen Familie |    |
|                | Bildstock                    | Ortsausgang Richtung Uissigheim (Flst.Nr. 157) (Karte)                | 1617      | Kleindenkmal Nr. 09 (Eiersheim): Bildstock. Am Ortsausgang Richtung Uissigheim steht das "Stang Bild" von 1617. Es hat den Namen nach dem Stifter des Bildstockes. Das Motiv des Bildes ist die Kreuzigungsgruppe mit Maria und Johannes. Im Rundbogen über dem Bild ist ein Schild mit einem Pflugschar. Inschrift: 1617 HAT WENDELIN STANG DIS BILT GOT ZU EREN AUFRICHT LASE. WENDEL STANG.                                                                                  | BW |
|                | Bildstock                    | K 2881 (bei), Gewann Drei Bilder (Flst.Nr. 244) (Karte)               | 1634      | Kleindenkmal Nr. 10 (Eiersheim): Bildstock. An der K 2881 (ab dem Eiersheimer Ortsbeginn als Tauberbischofsheimer Straße). An der Straße nach Tauberbischofsheim im Gewann Drei Bilder an der Gemarkungsgrenze. Auf dem Relief ist die Kreuzigungsgruppe mit Maria und Johannes. Unter dem Querbalken des Kreuzes steht die Jahreszahl 1634. |    |
|                | Bildstock                    | Alter Uissigheimer Weg (Flst.Nr. 5.530) (Karte)                       |           | Kleindenkmal Nr. 11 (Eiersheim): Bildstock. Der Bildstock steht am alten Uissigheimer Weg. Recht ungewöhnlich ist die auf dem Bildkopf dargestellte Szene mit der Hl. Familie unter einem Apfelbaum. Inschrift: JOSEF UND MARIA UNDER EINEM APFELBAUM MIT IHREM LIEBEN JESULEIN. | BW |
|                | Bildstock                    | Hohe Straße (an) (Flst.Nr. 9.926). (Karte)                            | 1715      | Kleindenkmal Nr. 12 (Eiersheim): Bildstock. Weghinweis. Im Wald an der Hohen Straße steht der Bildstock mit einer Nische. Am Schaft ist ein Wappen mit den Bluchstaben B.P. und die Jahreszahl 1715. Inschrift: AUF KÜLSHEIM 1/2 STUND AUF MILTENBURG 3 1/2 ST. | BW |
|                | Bildstock                    | Gasthaus "Zum Deutschen Kaiser" (bei) (Flst.Nr. 170) (Karte)          | 1752      | Kleindenkmal Nr. 13 (Eiersheim): Bildstock. Madonna mit Kind 1752 gegenüber dem Gasthaus "Zum Deutschen Kaiser" steht diese Barockmadonna mit Kind und Krone von 1752. Inschrift: 1752 HAT EHRBAR CASPER KRUG UND REGINA SEINE HAUSFRAU DIESES BILD GOTT UND DER HEILIGEN MUTTER GODTES ZU EHREN MACHEN LASSEN. | BW |
|                | Bildstock                    | Kapellenstraße 2 / Pfarrgasse (Flst.Nr. 4) (Karte)                    | 1751      | Kleindenkmal Nr. 14 (Eiersheim): Dreifaltigkeitsbildstock bei der Kirche von 1751. Das Relief des Bildkopfes zeigt unten die Hl. Familie, oben Gott Vater und dazwischen ist der Hl. Geist in Gestalt einer Taube abgebildet. Inschrift: GOTT ZU EHREN HAT HANS GEORG GROSS DIS BILT AUFRICHTEN LASSEN. 1751. | BW |
|                | Bildstock                    | Kapellenstraße 1 / Tauberbischofsheimer Straße (Flst.Nr. 223) (Karte) | 1769      | Kleindenkmal Nr. 15 (Eiersheim): Bildstock an der Ecke Tauberbischofsheimer Straße und Kapellenstraße, bei der Bushaltestelle. Es ist ein Bildstock, der aus dem Jahre 1769 stammt. Es ist eine "Schmerzhafte Muttergottes" mit zwei weinenden Puttos. Auf der gewundenen rebenumrankten Säule ist ein sehr schönes korinthisches Kapitell mit Engelsköpfchen. Inschrift: GOT ZUM LOB UND EHREN HAT GEORG GROSS DIESE BILDNUS AUFRICHTEN LASSEN 1769.                           | BW |
|                | Bildstock                    | Am Flößlein (Flst.Nr. 278) (Karte)                                    | 1702      | Kleindenkmal Nr. 16 (Eiersheim): Bildstock. Am Flößlein steht diese Pieta auf gewundener rebenumrankter Säule mit korinthischem Kapitell. Inschrift: O IHR ALLE DEN WEG VORÜBER GEHT SEHET OB AUCH EIN SCHMERTZ SEI WIE MEIN SCHMERTZ GOTT ZU EHREN HAT AUFSTELLEN LASSEN 1702. | BW |
|                | Bildstock                    | K 2881 (bei), Gewann Drei Bilder (Flst.Nr. 3.932) (Karte)             | 1733      | Kleindenkmal Nr. 17 (Eiersheim): Heiligblutbildstock bei den Drei Bildern an der Straße nach Tauberbischofsheim von 1733. Auf dem Relief zeigt ein Engel das Walldürner Hl. Blutstuch. Die Bildtafel wurde in der Zeit vom 6.-15. August 1983 gestohlen. Inschrift: Errichtet 1733. Renoviert 1937. | BW |
|                | Bildstock                    | Hohe Straße (an) (Flst.Nr. 10.186) (Karte)                            | 1831      | Kleindenkmal Nr. 18 (Eiersheim): Heiligblutbildstock an der Hohen Straße (zum Blutwunder von Walldürn). Auf einer ovalen mit Voluten versehenen Platte ist die Hl. Blut Corporale, darüber ist ein Engelskopf mit Flügeln. Inschrift: ZU EHREN DEM HEILIGEN BLUT 1831. |    |
|                | Bildstock                    | Tauberbischofsheimer Straße 1-3 (Flst.Nr. 174) (Karte)                |           | Kleindenkmal Nr. 19 (Eiersheim): Bildstock. Religiöses Denkmal neben dem alten Schulhaus. Inschrift: WER MEIN FLEISCH IST UND MEIN BLUT TRINKT DER BLEIBT IN MIR UND ICH IN IHM! JOH. 6. KP. 57. VERS. SELIG SIND O HERR DIE IN DEINEM HAUSE WOHNEN, SIE WERDEN DICH LIEBEN IN ALLE EWIGKEIT. EIN TAG IN DEINEN VORHÖFEN IST BESSER DENN TAUSEND Ps.31. |    |
|                | Bildstock                    | K 2881 (bei) (Karte)                                                  |           | Kleindenkmal Nr. 20 (Eiersheim): Bildstock. An der K 2881 (ab dem Eiersheimer Ortsbeginn als Tauberbischofsheimer Straße). An der Straße nach Tauberbischofsheim. Der 1870 von Sebastian Göbel gestiftete Bildstock trägt als Relief eine Pieta. Er wurde in der Zeit vom 6. bis 15. August 1983 gestohlen. Inschrift: Bitt für uns Maria. | BW |
|                | Bildstock                    | Steinbruch / Hochhäuser Grund (Karte)                                 | 1964      | Kleindenkmal Nr. 21 (Eiersheim): Bildstock am Hochhäuser Weg neben dem Steinbruch. Der Deutsch-Amerikaner Linus Egenberger stiftete 1964 diesen in modernen kreuzförmigen Stil hergestellte Bildstock. Inschrift: O ihr alle die ihr vorüber geht, seht ob ein Schmerz dem meinen gleiche. |    |
|                | Steinkreuz                   | Hohe Straße (an) (Flst.Nr. 10.166) (Karte)                            |           | Kleindenkmal Nr. 22 (Eiersheim): Steinkreuz. Im Wald an der Hohen Straße. Dieses Kreuz aus Kunststein stand ehemals als Grabkreuz im Friedhof in Eiersheim. Da das Grab geräumt werden musste, hat der Eigentümer es in seinen privaten Wald versetzt. Der Corpus ist aus Bronze. | BW |
|                | Kriegerdenkmal               | Ecke Steige/Tauberbischofsheimer Straße (Flst.Nr. 159) (Karte)        | 1890      | Kleindenkmal Nr. 23 (Eiersheim): Kriegerdenkmal. An der Ecke Steige/Tauberbischofsheimer Straße steht dieser Gedenkstein an den Krieg von 1870/71. Er wurde 1890 errichtet. Auf dem Denkmal sind alle Kriegsteilnehmer des Ortes namentlich benannt. Inschrift: Ehre den tapferen Kriegern. Erinnerung an den Feldzug 1870-71. Gewidmet von der Gemeinde. 1890. |    |
|                | Gedenkstein                  | Heistenberg (Flst.Nr. 10.611) (Karte)                                 | 1995      | Kleindenkmal Nr. 24 (Eiersheim): Gedenkstein am Heistenberg 1995. Auf Initiative des Heimatvereins Eiersheim wurde im Gewann Heistenberg ein Gedenkstein mit Messingtafel zur Erinnerung an den Flugszeugabsturz vor zwanzig Jahren aufgestellt. Bei dem Unfall kamen die beiden Piloten des kanadischen Kampfbombers ums Leben. Inschrift: GEGEN DAS VERGESSEN. 17. Oktober 1975. Absturz eines kanadischen Phantom-Kampfflugzeuges.                                           | BW |
|                | Bildstock                    | Maisenbachtal (Flst.Nr. 11.150) (Karte)                               |           | Kleindenkmal Nr. 25 (Eiersheim): Bildstock. Der gute Hirte im Maisenbachtal. Gestiftet hat der Eiersheimer Wolfgang Krug diesen Bildstock auf seinem Ackergelände. Angefertigt wurde der Bildstock, der aus Sockel, Schaft und Bildkopf des Guten Hirten besteht, von Steinmetzmeister Harald Kuhn aus Werbach. | BW |
|                | Bildstock                    | Ehm. Bäckerei Hemmerich (an) (Flst.Nr. 2.390) (Karte)                 |           | Kleindenkmal Nr. 26 (Eiersheim): Bildstock. Bei der ehemaligen Bäckerei Werner Hemmerich. Neuer Dreifaltigkeitsbildstock bei der ehemaligen Bäckerei Werner Hemmerich. Er wurde am 20. Mai 1998 von Parrer Josef Roth aus Külsheim eingeweiht. Inschrift: UNSER TÄGLICH BROT GIB UNS HEUTE. | BW |
|                | Bildstock                    | Straße nach Gamburg (an) (Flst.Nr. 9.307) (Karte)                     | 1684      | Kleindenkmal Nr. 27 (Eiersheim): Bildstock. An der Straße nach Gamburg. An der Straße nach Gamburg steht der in seiner Form einmalige Bildstock mit der Kreuzigungsgruppe als Motiv. Inschrift: 1684 HAT STEFEN LANG ZU EIERSHEIM GERICHT UND LANDSHEIDER UND SEIN HAUSFRAU GOT UND DER MUTTERGOTTES ZU EHREN MACHEN LASEN. | BW |
|                | Mariengrotte                 | Am Pfarrhaus (Flst.Nr. 26) (Karte)                                    |           | Kleindenkmal Nr. 28 (Eiersheim): Mariengrotte (auch Lourdesgrotte) am Pfarrhaus. | BW |
|                | Kriegerdenkmal               | Neben der Kirche (Flst.Nr. 1) (Karte)                                 |           | Kleindenkmal Nr. 29 (Eiersheim): Kriegerdenkmal für die Gefallen der beiden Weltkriege. Inschrift: IHREN GEFALLENEN SÖHNEN DIE DANKBARE GEMEINDE. | BW |
| Weitere Bilder | Grenzstein                   | L 504 (an) (Gemarkungsgrenze Eiersheim/Dienstadt) (Karte)             |           | Grenzstein an der Gemarkungsgrenze von Külsheim-Eiersheim (Gewann Distrikt Dreibilder) und Tauberbischofsheim-Dienstadt (Gewann Oberes Herrling). |    |

### Hundheim
Bau-, Kunst- und Kulturdenkmale in Hundheim mit dem Dorf (⊙), den Höfen Birkhof (⊙) und Tiefental(er Hof) (⊙) sowie dem Wohnplatz Denkmalsiedlung (⊙):
| Bild           | Bezeichnung                                                | Lage                                                | Datierung | Beschreibung | ID |
| -------------- | ---------------------------------------------------------- | --------------------------------------------------- | --------- | --- | -- |
| Weitere Bilder | St. Margareta                                              | Wertheimer Straße 51 (Karte)                        |           | Römisch-katholische Kirche St. Margareta |    |
|                | Bildstock                                                  | Ortsausgang Richtung Tiefental (Karte)              | 1588      | Kleindenkmal Nr. 01 (Hundheim): Bildstock. Bildtafel in gotischer Form auf niederer Säule. HANS BISCHOF 1588. |    |
|                | Bildstock                                                  | in den "Großen Wiesen" (Karte)                      |           | Kleindenkmal Nr. 02 (Hundheim): Nischenbildstock in den "Großen Wiesen". |    |
|                | Bildstock                                                  | Ortsmitte (Karte)                                   | 1703      | Kleindenkmal Nr. 03 (Hundheim): Bildstock. Bildtafel mit Kreuzmotiv und gotischem Spitzbogendach. Im Kapitell ist ein Engelskopf mit Flügeln. Inschrift: ZUR EHR GOTTES IST DIESER BILDSTOCK AUFGERICHTET WORDEN IM JAHR 1703. | BW |
|                | Bildstock                                                  | An der Schönertsbachbrücke (Karte)                  |           | Kleindenkmal Nr. 04 (Hundheim): Bildstock in der Anlage von Dr. Bechthold an der Schönertsbachbrücke. Der Bildstock stand früher beim "Weißen Roß". Wie er an den neuen Standort kam, ist ein Geheimnis der Hundheimer Feuerwehr. | BW |
|                | Bildstock                                                  | In Ortsnähe Richtung Külsheim (Karte)               |           | Kleindenkmal Nr. 05 (Hundheim): Bildstock. Bildstock mit dem Motiv Christus am Kreuz. An dieser Stelle standen einst drei kleine Kreuze. Sie sollen an die Tat eines Eifersüchtigen erinnern, der sein Mädchen und einen Hundheimer Bauernburschen erschlagen hat. | BW |
|                | Bildstock                                                  | In einem Garten in der Triebstraße (Karte)          | 1711      | Kleindenkmal Nr. 06 (Hundheim): Bildstock. In einem Garten in der Triebstraße steht jetzt diese schmerzhafte Muttergottes, welche früher an der Straße nach Tiefental stand. Im Volutenkapitell ist ein Engelskopf und über dem Spitzbogen ein Metallkreuz. Inschrift: ZUR EHR GOTTES IST DIESER BILDSTOCK AUFGERICHT WORDEN IM JAHR 1711.                                                    | BW |
|                | Bildstock                                                  | Am Ortsausgang Richtung Tiefental (Karte)           | 1711      | Kleindenkmal Nr. 07 (Hundheim): Bildstock. Am Ortsausgang Richtung Tiefental steht diese Pietà auf runder Säule mit einer Bildplatte in barockem Stil. Oben an der Platte ist ein Kopf, darüber ein Metallkreuz. Inschrift: ZUR EHR GOTTES IST DIESER BILDSTOCK AUFGERICHT WORDEN IM JAHR 1711.                                                                                               |    |
|                | Bildstock                                                  | Abzweigung zur Miltenberger Straße (Karte)          | 1738      | Kleindenkmal Nr. 08 (Hundheim): Bildstock. Träubelesbildstock mit korinthischem Kapitell. Die Bildplatte zeigt die Aufnahme Mariens in den Himmel. Rechts und links im Bild sind zwei Gestalten mit Rosenkranz. Inschrift: HAT BARDOL KUCH, EVA SEINE HAUSFRAU, ZU EHREN DER H DREIFALTIGKEIT AUFRICHTEN LASSEN 1738.                                                                         |    |
|                | Bildstock                                                  | Neben Gasthaus "Zum Ritter" (Karte)                 |           | Kleindenkmal Nr. 09 (Hundheim): Träubelesbildstock beim Ritterwirt. |    |
|                | Bildstock                                                  | Am Friedhof (Karte)                                 |           | Kleindenkmal Nr. 10 (Hundheim): Bildstock. An der Ecke des Friedhofes steht auf gewundener Säule mit Volutenkapitell dieses Vesperbild. Über der Pieta halten 2 Engel einen Baldachin. Rechts und links sind Figuren. Auf der Rückseite des Bildes ist Christus am Kreuz abgebildet. |    |
|                | Nepomuk-Statue                                             | Schönertsbachbrücke (Karte)                         | um 1750   | Kleindenkmal Nr. 11 (Hundheim): Nepomuk-Statue. Auf der Brücke über den Schönertsbach steht dieses Standbild des Hl. Nepomuk. Erstellt um 1750. | BW |
|                | Steinkreuz                                                 | Bei Karl Bundschuh im Hof (Karte)                   | 1830      | Kleindenkmal Nr. 12 (Hundheim): Steinkreuz. Bei Karl Bundschuh im Hofe steht das Elferkreuzel (1830). Es stand früher am Eselspfad; an der Stelle ist der Bauer Valentin Trunk aus Riedern erfroren. Er wurde im Volksmund "Elfer" genannt. | BW |
|                | Bildstock                                                  | An der Kirche (Karte)                               |           | Kleindenkmal Nr. 13 (Hundheim): Bildstock. Das alte Friedhofskreuz wurde am Haupteingang zur Kirche aufgestellt. Es wurde 1943 erneuert. Inschrift: MEIN GOTT BIST DU MEIN SCHICKSAL RUHT IN DEINEN HÄNDEN. PS.30. | BW |
|                | Bildstock                                                  | Am Ortsausgang in Richtung Steinbach (Karte)        |           | Kleindenkmal Nr. 14 (Hundheim): Bildstock. Am Ortsausgang in Richtung Steinbach steht das Hochkreuz. |    |
|                | Wegkreuz                                                   | An der Straße nach Tiefental. (Karte)               |           | Kleindenkmal Nr. 15 (Hundheim): Bildstock. Wegkreuz, an der Straße von Hundheim nach Tiefental oben an der Steige, kurz vor der Abzweigung zum Wohnplatz Birkhof. |    |
|                | Bildstock                                                  | Im Distrikt Hohenbirkel (Karte)                     | 1893      | Kleindenkmal Nr. 16 (Hundheim): Bildstock. Errichtet von der Pfarrei Hundheim 1893. Josef Haas. Boxthal. | BW |
|                | Bildstock                                                  | hinter den Tiefentaler Höfen beim Bildacker (Karte) |           | Kleindenkmal Nr. 17 (Hundheim): Bildhäuschen. Das holzgeschnitzte Relief Christus als Sämann ist nicht mehr vorhanden. Im Unterteil ist das alte Bild, eine Kreuzigungsgruppe darstellend, eingemauert. Die spätgotische Form weist auf die Zeit vor 1550 hin. | BW |
|                | Nepomuk-Statue                                             | beim Hof Kolb in Tiefental (Karte)                  |           | Kleindenkmal Nr. 18 (Hundheim): Nepomuk-Statue. In Tiefental auf einer Mauer beim Kolbhof steht dieses Nepomukstandbild. | BW |
|                | Bildstock                                                  | Im Hausgarten vor dem Stumpfhof (Karte)             |           | Kleindenkmal Nr. 19 (Hundheim): Bildstock. Im Hausgarten vor dem Stumpfhof steht diese Muttergottes als Himmelskönigin. Sie steht auf der Mondsichel und hat das Jesuskind auf dem Arm. In der rechten Hand hat sie ein Zepter und auf dem Kopf eine Krone. | BW |
|                | Bildstock                                                  | am Ortsausgang Richtung Wertheim (Karte)            |           | Kleindenkmal Nr. 20 (Hundheim): Bildstock. Kreuz am Ortsausgang Richtung Wertheim. Es ist ein Bildstock der Familie Ochs. Inschrift: Christus ist unser Weg. | BW |
|                | Bildstock                                                  | Bei der Kirche (Karte)                              |           | Kleindenkmal Nr. 21 (Hundheim): Bildstock. Auf der Mauer bei der Kirche steht diese Muttergottes mit Kind. In der rechten Hand hält sie die Erdkugel mit Kreuz und auf dem Kopf trägt sie eine Krone. | BW |
|                | Bildstock                                                  | Im Friedhof (Karte)                                 | 1856      | Kleindenkmal Nr. 22 (Hundheim): Bildstock. Hochkreuz im Friedhof. Es wurde 1856 errichtet. |    |
|                | Kriegerdenkmal                                             | Denkmalsiedlung (Karte)                             | 1867      | Kleindenkmal Nr. 23 (Hundheim): Denkmal für die im Gefecht bei Hundheim am 23. Juli 1866 gefallenen badischen Soldaten; das Denkmal wurde von A. Ammersbach aus Wertheim 1867 in Sandstein ausgeführt. Auf zwei Seiten des Denkmals sind Namen, Herkunftsort und Truppeneinheit von insgesamt 21 im Gefecht gefallenen oder im Nachgang an den Verletzungen verstorbenen Soldaten aufgeführt. |    |
|                | Gedenkstein                                                | Im Friedhof (Karte)                                 |           | Kleindenkmal Nr. 24 (Hundheim): Gedenkstein. Im Hundheimer Friedhof befinden sich noch Gräber von den Soldaten, welche 1866 im Gefecht bei Hundheim gefallen sind. | BW |
| Weitere Bilder | Birkenkapelle bzw. Kapelle der schmerzhaften Mutter Gottes | Wald am Rand des Schönertsbachtals (Karte)          |           | Kleindenkmal Nr. 25 (Hundheim): Kapelle der schmerzhaften Mutter Gottes (auch Waldkapelle, Birkenkapelle und Kapelle in der Birke) befindet sich im Wald in Richtung Külsheim. Sie liegt am Ende eines vierzehn Stationen umfassenden Freilandkreuzweges. |    |
|                | Bildstock                                                  | In der Nähe des Friedhofes (Karte)                  |           | Kleindenkmal Nr. 26 (Hundheim): Bildstock. Kreuz auf einem Kunststeinsockel mit einem Corpus aus Bronce. Inschrift: CHRISTUS HEILAND ERLÖSER. | BW |
|                | Steinkreuz                                                 | Bei Karl Bundschuh (Karte)                          |           | Kleindenkmal Nr. 27 (Hundheim): Steinkreuz. Teil eines Steinkreuzes den Karl Bundschuh an der Gemarkungsgrenze Hundheim-Külsheim im Gewann Birken in einer Hecke fand. | BW |
|                | Gedenkstein                                                | Im Friedhof (Karte)                                 |           | Kleindenkmal Nr. 28 (Hundheim): Gedenkstein. Im Hundheimer Friedhof steht an der Mauer die Abbildung eines abgebrochenen Baumstammes für das Scheiden aus dem Leben. | BW |
|                | Gedenktafel                                                | Im Giebel des Hofes Kolb in Tiefental (Karte)       | 1914      | Kleindenkmal Nr. 29 (Hundheim): Gedenktafel. In Tiefental ist am Giebel des Hauses Kolb diese wunderschöne Muttergottes von 1914 zu sehen. | BW |
|                | Bildstock                                                  | Bei Karl Bundschuh (Karte)                          |           | Kleindenkmal Nr. 30 (Hundheim): Bildstock. Diesen sehr alten Bildstock fand Karl Bundschuh in der Nähe der Erf im Gebüsch. Es ist ein Vesperbild, dessen Inschrift aber noch nicht entziffert wurde. | BW |
| Weitere Bilder | Kreuzweg                                                   | Schönertsbachtal (Karte)                            |           | Kleindenkmale Nr. 31–44 (Hundheim): Der vierzehn Stationen umfassende Hundheimer Kreuzweg beginnt in einer Senke (im Schönertsbachtal) zwischen Hundheim und Steinbach auf dem Ortsverbindungsweg nach Külsheim. Er steigt durch einen Wald hindurch an und führt bis zur Birkenkapelle im Wald.                                                                                              | BW |
| Weitere Bilder | 1. Kreuzwegstation                                         | Schönertsbachtal (Karte)                            |           | Kleindenkmal Nr. 31 (Hundheim): 1. Kreuzwegstation des vierzehn Stationen umfassenden Kreuzwegs zur Birkenkapelle. |    |
| Weitere Bilder | 2. Kreuzwegstation                                         | Schönertsbachtal (Karte)                            |           | Kleindenkmal Nr. 32 (Hundheim): 2. Kreuzwegstation des vierzehn Stationen umfassenden Kreuzwegs zur Birkenkapelle. |    |
| Weitere Bilder | 3. Kreuzwegstation                                         | Schönertsbachtal (Karte)                            |           | Kleindenkmal Nr. 33 (Hundheim): 3. Kreuzwegstation des vierzehn Stationen umfassenden Kreuzwegs zur Birkenkapelle. |    |
| Weitere Bilder | 4. Kreuzwegstation                                         | Schönertsbachtal (Karte)                            |           | Kleindenkmal Nr. 34 (Hundheim): 4. Kreuzwegstation des vierzehn Stationen umfassenden Kreuzwegs zur Birkenkapelle. |    |
| Weitere Bilder | 5. Kreuzwegstation                                         | Schönertsbachtal (Karte)                            |           | Kleindenkmal Nr. 35 (Hundheim): 5. Kreuzwegstation des vierzehn Stationen umfassenden Kreuzwegs zur Birkenkapelle. |    |
| Weitere Bilder | 6. Kreuzwegstation                                         | Schönertsbachtal (Karte)                            |           | Kleindenkmal Nr. 36 (Hundheim): 6. Kreuzwegstation des vierzehn Stationen umfassenden Kreuzwegs zur Birkenkapelle. |    |
| Weitere Bilder | 7. Kreuzwegstation                                         | Schönertsbachtal (Karte)                            |           | Kleindenkmal Nr. 37 (Hundheim): 7. Kreuzwegstation des vierzehn Stationen umfassenden Kreuzwegs zur Birkenkapelle. |    |
| Weitere Bilder | 8. Kreuzwegstation                                         | Schönertsbachtal (Karte)                            |           | Kleindenkmal Nr. 38 (Hundheim): 8. Kreuzwegstation des vierzehn Stationen umfassenden Kreuzwegs zur Birkenkapelle. |    |
| Weitere Bilder | 9. Kreuzwegstation                                         | Schönertsbachtal (Karte)                            |           | Kleindenkmal Nr. 39 (Hundheim): 9. Kreuzwegstation des vierzehn Stationen umfassenden Kreuzwegs zur Birkenkapelle. |    |
| Weitere Bilder | 10. Kreuzwegstation                                        | Schönertsbachtal (Karte)                            |           | Kleindenkmal Nr. 40 (Hundheim): 10. Kreuzwegstation des vierzehn Stationen umfassenden Kreuzwegs zur Birkenkapelle. |    |
| Weitere Bilder | 11. Kreuzwegstation                                        | Schönertsbachtal (Karte)                            |           | Kleindenkmal Nr. 41 (Hundheim): 11. Kreuzwegstation des vierzehn Stationen umfassenden Kreuzwegs zur Birkenkapelle. |    |
| Weitere Bilder | 12. Kreuzwegstation                                        | Schönertsbachtal (Karte)                            |           | Kleindenkmal Nr. 42 (Hundheim): 12. Kreuzwegstation des vierzehn Stationen umfassenden Kreuzwegs zur Birkenkapelle. |    |
| Weitere Bilder | 13. Kreuzwegstation                                        | Schönertsbachtal (Karte)                            |           | Kleindenkmal Nr. 43 (Hundheim): 13. Kreuzwegstation des vierzehn Stationen umfassenden Kreuzwegs zur Birkenkapelle. |    |
| Weitere Bilder | 14. Kreuzwegstation                                        | Schönertsbachtal (Karte)                            |           | Kleindenkmal Nr. 44 (Hundheim): 14. Kreuzwegstation des vierzehn Stationen umfassenden Kreuzwegs zur Birkenkapelle. |    |

### Külsheim (Kernstadt)
Bau-, Kunst- und Kulturdenkmale der Kernstadt Külsheim mit dem Hauptort Külsheim (⊙), den Wohnplätzen Gewerbepark (⊙) und Roter Rain (⊙) sowie dem aufgegebenen Weiler Wolferstetten (⊙):
| Bild           | Bezeichnung           | Lage                                                                | Datierung | Beschreibung | ID                       |
| -------------- | --------------------- | ------------------------------------------------------------------- | --------- | --- | ------------------------ |
| Weitere Bilder | Brunnen               | Badbrunnenweg (Karte)                                               |           | Brunnen 04/18 (Külsheim): Der Badbrunnen. |                          |
| Weitere Bilder | Brunnen               | Bergstraße (Karte)                                                  |           | Brunnen 11/18 (Külsheim): Der Gießbachbrunnen (auch Güßgrabenbrunnen). |                          |
|                | Fachwerkhaus          | Bergstraße 3                                                        |           | Das Fachwerkhaus in der Bergstraße 3 wurde von der Denkmalstiftung Baden-Württemberg im März 2014 zum Denkmal des Monats gewählt. |                          |
| Weitere Bilder | Brunnen               | Boxtalstraße (Karte)                                                |           | Brunnen 16/18 (Külsheim): Der Brunnen an der Kreuzung Rathausstraße und Boxtalstraße. |                          |
| Weitere Bilder | Brunnen               | Bronnbacher Straße (Karte)                                          |           | Brunnen 14/18 (Külsheim): Der Brunnen an der Bronnbacher Straße. |                          |
|                | Evangelische Kirche   | Hans-Weisbach-Straße 17 (Karte)                                     |           | Evangelisches Gemeindezentrum |                          |
|                | Brunnen               | Hauptstraße 7 (Karte)                                               |           | Brunnen 15/18 (Külsheim): Der Moretbrunnen. Dieser Brunnen stellt ein Mühlwerk dar. Er wurde anlässlich des 20-jährigen Bestehens der Partnerschaft mit der französischen Stadt Moret-sur-Loing neu geschaffen. Im Rahmen der Feierlichkeiten 700 Jahre Stadtrecht wurde der Moret-Brunnen im Jahre 1992 eingeweiht. Der weiße Stein (Kalkstein), der das Mühlrad symbolisiert, stammt aus der Partnerstadt Moret-sur-Loing. | BW                       |
| Weitere Bilder | Brunnen               | Hauptstraße (Karte)                                                 |           | Brunnen 07/18 (Külsheim): Der unterer Torbrunnen, auch Untertorbrunnen. |                          |
| Weitere Bilder | Brunnen               | Hauptstraße (Karte)                                                 |           | Brunnen 03/18 (Külsheim): Der Weedbrunnen. |                          |
|                | Brunnen               |                                                                     |           | Brunnen 08/18 (Külsheim): Der Edelsbrunnen. |                          |
| Weitere Bilder | Brunnen               | Hauptstraße (Karte)                                                 |           | Brunnen 01/18 (Külsheim): Der Kapellenbrunnen bzw. der drei-Schalen-Brunnen. |                          |
| Weitere Bilder | Brunnen               | Hauptstraße 51 (bei) (Karte)                                        | 1573      | Brunnen 02/18 (Külsheim): Der Rathausbrunnen, von 1573. |                          |
| Weitere Bilder | Brunnen               | Hauptstraße (Karte)                                                 |           | Brunnen 05/18 (Külsheim): Der obere Torbrunnen, auch Obertorbrunnen. |                          |
| Weitere Bilder | Brunnen               | Hauptstraße (Karte)                                                 |           | Brunnen 06/18 (Külsheim): Der Römerbadbrunnen oder das Antoniusbrünnlein. |                          |
|                | Kleindenkmal          | Hardheimer Straße 22 (Karte)                                        |           | Erinnerungsgeschenk des U-Bootes U18 (ehemaliges Paten-U-Boot der Stadt Külsheim) |                          |
| Weitere Bilder | Jüdischer Friedhof    | Hans-Weisbach-Straße 23 (Karte)                                     |           | Jüdischer Friedhof |                          |
|                | Friedhof Külsheim     | Kirchbergweg (Karte)                                                |           | Friedhof Külsheim, umrandet mit einer Friedhofsmauer. Im Inneren befinden sich einige sehenswerte, historische Grabsteine und sonstige Kleindenkmale. | BW                       |
| Weitere Bilder | Kreuzweg              | Kirchbergweg (Karte)                                                |           | Der vierzehn Stationen umfassende Külsheimer Kreuzweg befindet sich in der Friedhofsmauer des städtischen Friedhofs. | BW                       |
| Weitere Bilder | 1. Kreuzwegstation    | Kirchbergweg (Karte)                                                |           | 1. Kreuzwegstation des vierzehn Stationen umfassenden Kreuzwegs in der Friedhofsmauer. |                          |
| Weitere Bilder | 2. Kreuzwegstation    | Kirchbergweg (Karte)                                                |           | 2. Kreuzwegstation des vierzehn Stationen umfassenden Kreuzwegs in der Friedhofsmauer. |                          |
| Weitere Bilder | 3. Kreuzwegstation    | Kirchbergweg (Karte)                                                |           | 3. Kreuzwegstation des vierzehn Stationen umfassenden Kreuzwegs in der Friedhofsmauer. |                          |
| Weitere Bilder | 4. Kreuzwegstation    | Kirchbergweg (Karte)                                                |           | 4. Kreuzwegstation des vierzehn Stationen umfassenden Kreuzwegs in der Friedhofsmauer. |                          |
| Weitere Bilder | 5. Kreuzwegstation    | Kirchbergweg (Karte)                                                |           | 5. Kreuzwegstation des vierzehn Stationen umfassenden Kreuzwegs in der Friedhofsmauer. |                          |
| Weitere Bilder | 6. Kreuzwegstation    | Kirchbergweg (Karte)                                                |           | 6. Kreuzwegstation des vierzehn Stationen umfassenden Kreuzwegs in der Friedhofsmauer. |                          |
| Weitere Bilder | 7. Kreuzwegstation    | Kirchbergweg (Karte)                                                |           | 7. Kreuzwegstation des vierzehn Stationen umfassenden Kreuzwegs in der Friedhofsmauer. |                          |
| Weitere Bilder | 8. Kreuzwegstation    | Kirchbergweg (Karte)                                                |           | 8. Kreuzwegstation des vierzehn Stationen umfassenden Kreuzwegs in der Friedhofsmauer. |                          |
| Weitere Bilder | 9. Kreuzwegstation    | Kirchbergweg (Karte)                                                |           | 9. Kreuzwegstation des vierzehn Stationen umfassenden Kreuzwegs in der Friedhofsmauer. |                          |
| Weitere Bilder | 10. Kreuzwegstation   | Kirchbergweg (Karte)                                                |           | 10. Kreuzwegstation des vierzehn Stationen umfassenden Kreuzwegs in der Friedhofsmauer. |                          |
| Weitere Bilder | 11. Kreuzwegstation   | Kirchbergweg (Karte)                                                |           | 11. Kreuzwegstation des vierzehn Stationen umfassenden Kreuzwegs in der Friedhofsmauer. |                          |
| Weitere Bilder | 12. Kreuzwegstation   | Kirchbergweg (Karte)                                                |           | 12. Kreuzwegstation des vierzehn Stationen umfassenden Kreuzwegs in der Friedhofsmauer. |                          |
| Weitere Bilder | 13. Kreuzwegstation   | Kirchbergweg (Karte)                                                |           | 13. Kreuzwegstation des vierzehn Stationen umfassenden Kreuzwegs in der Friedhofsmauer. |                          |
| Weitere Bilder | 14. Kreuzwegstation   | Kirchbergweg (Karte)                                                |           | 14. Kreuzwegstation des vierzehn Stationen umfassenden Kreuzwegs in der Friedhofsmauer. |                          |
| Weitere Bilder | Brunnen               | Kirchbergweg (Karte)                                                |           | Brunnen 13/18 (Külsheim): Der Narrenbrunnen am Kirchberg. Wurde im Jahre 2005 im Rahmen der Stadtsanierung erbaut. |                          |
|                | Schloss Külsheim      | Kirchbergweg 7 (Karte)                                              |           | Schloss Külsheim, eine mittelalterliche Vierecksburg aus dem 12. Jahrhundert, heute wird sie zur Unterbringung der Stadtverwaltung als Rathaus genutzt. |                          |
|                | Kriegerdenkmal        | Kirchbergweg 22 (Karte)                                             |           | Kriegerdenkmal an die Verstorbenen des Zweiten Weltkrieges |                          |
| Weitere Bilder | St. Martin            | Kirchbergweg 24 (Karte)                                             | 1497      | Pfarrkirche St. Martin, von 1497. |                          |
|                | Sandsteinplatte       | L 509 (Külsheim–Bronnbach)                                          |           | Sandsteinplatte mit Chirotherium an der L 509 in Richtung Bronnbach, auf einem Parkplatz; Im Buntsandstein bei Külsheim sind Sandsteinplatte, mit ca. 240 Mio. Jahre alten Fußabdrücken der Gattung Chirotherium; Die an der Straße in Richtung Bronnbach, etwa 1 Kilometer nördlich von Külsheim ausgestellte Sandsteinplatte aus sogenanntem „Rötquarzit“ zeigt mehrere sich überkreuzende Fährten dieser Saurier; Das Exponat ist einer der Startpunkte des insgesamt 5,5 Kilometer langen geologisch-naturkundlichen Lehrpfades, des sogenannten Saurierwanderweges. |                          |
| Weitere Bilder | Brunnen               | Molkereiweg (Karte)                                                 |           | Brunnen 09/18 (Külsheim): Der Löchleinsbrunnen oder im Volksmunde auch Molkereibrunnen. |                          |
| Weitere Bilder | Brunnen               | Rathausstraße (Karte)                                               |           | Brunnen 10/18 (Külsheim): Der Boxhagelbrunnen. |                          |
| Weitere Bilder | Brunnen               | Spitalstraße (Karte)                                                |           | Brunnen 17/18 (Külsheim): Spitalbrunnen am Ende des Gießbaches. |                          |
| Weitere Bilder | Brunnen               | Wolferstetter Weg (Karte)                                           |           | Brunnen 12/18 (Külsheim): Der Lindenwirtsbrunnen (gegenüber dem Gasthof „Zur Linde“). |                          |
|                | Brunnen               |                                                                     |           | Brunnen 18/18 (Külsheim): Der Wilhelm-Grimm-Brunnen am Sportgelände. |                          |
|                | Altes Rathaus         | Hauptstraße 51 (Karte)                                              | 1522      | Altes Rathaus, von 1522. | BW                       |
|                | Steinkreuz            | Hauptstraße 87 (Karte)                                              |           | Kleindenkmal Nr. 01 (Külsheim): Kreuz bei der Hauptstraße 87. Steinkreuz mit der Abbildung eines Dolches. | BW                       |
|                | Steinkreuz            | An der Landstraße nach Tauberbischofsheim (Karte)                   |           | Kleindenkmal Nr. 02 (Külsheim): Steinkreuz. An der Landstraße nach Tauberbischofsheim. Seit dem Ausbau der Landstraße nach Tauberbischofsheim ist dieses Steinkreuz verschwunden. | BW                       |
|                | Knäbleinskreuz        | Gemeindewald Taubenloch (Karte)                                     |           | Kleindenkmal Nr. 03 (Külsheim): Steinkreuz. Im Gemeindewald Taubenloch in der Nähe des Bundeswehrschießstandes steht das sog. "Knäbleinskreuz". | BW                       |
|                | Steinkreuz            | Wolferstetten (Karte)                                               |           | Kleindenkmal Nr. 04 (Külsheim): Steinkreuz. Beim ehemaligen Hof Wolferstetten steht ein Steinkreuz. Nach der Überlieferung soll nach einem Streit zwischen einem Schäfer und einem Knecht einer getötet worden sein. | BW                       |
|                | Steinkreuz            | Taubenloch (Karte)                                                  |           | Kleindenkmal Nr. 05 (Külsheim): Steinkreuz. Im Gemeindewald Distrikt Taubenloch steht am früheren Fußweg nach Tauberbischofsheim dieses Steinkreuz, welches Siebmachersbild genannt wird. | BW                       |
|                | Steinkreuz            | Hauptstraße 85 (Karte)                                              |           | Kleindenkmal Nr. 06 (Külsheim): Steinkreuz in Gartenmauer, Hauptstraße 85. | BW                       |
|                | Bildstock             | Hauptstraße 87 (Karte)                                              |           | Kleindenkmal Nr. 07 (Külsheim): Bildstock. Krönung Mariens auf Tonplatte. | BW                       |
|                | Bildstock             | Hauptstraße 81, "Speer" (Karte)                                     | 1483      | Kleindenkmal Nr. 08 (Külsheim): Bildstock Hauptstraße 81, "Speer", Kruzifixtafel 1483. Inschrift: DIE LETZTEN DING DES MENSCHEN DER TOD DAS GERICHT DIE HELLE UND DIE EWIGE SELIGKEIT! PHILIP VON NORTHEIM UND BARBARA SEINE EHELICHE HAUSFRAU. 1483. | BW                       |
|                | Bildstock             | Am Roten Rain (Karte)                                               | 1575      | Kleindenkmal Nr. 09 (Külsheim): Bildstock. Bei den Aussiedlerhöfen am "Roten Rain" steht der Bildstock von 1575. Er ist aus einem Stück. | BW                       |
|                | Bildstock             | Zwischen dem Roten Rain (Siedlung) und Waldeingang Schönert (Karte) | 1903      | Kleindenkmal Nr. 10 (Külsheim): Bildstock mit Kruzifix stand früher am Waldrand und wurde Walters- oder auch Wolpertsbild genannt. Der gut erhaltene Bildstock ist nach dem gotischen Spitzbogen als sehr alt einzustufen. Die Jahreszahl 1903 steht wahrscheinlich für eine Wiederaufrichtung. Inschrift: Errichtet von FA 1903. | BW                       |
|                | Bildstock             | Am Weg zum Kattenberg (Karte)                                       |           | Kleindenkmal Nr. 11 (Külsheim): Bildstock. Am Weg zum Kattenberg steht dieses Kruzifix. Oberhalb der Schrift ist ein Wappen mit Ochsenkopf. | BW                       |
|                | Steinkreuz            | neben der Kirche (Karte)                                            |           | Kleindenkmal Nr. 12 (Külsheim): Steinkreuz, auf der linken Seite der Kirche. Es stand ehemals auf der Mauer mit Gedächtnistafel für die Gefallenen des Krieges 1939–1945 und einer Gedenktafel für Pater Alois Grimm S.J. | BW                       |
|                | Bildstock             | Hundheimer Weg (Karte)                                              |           | Kleindenkmal Nr. 13 (Külsheim): Tafelbildstock mit Kreuzmotiv am Hundheimer Weg. Bekannt unter dem Namen "Baschelsbild". |                          |
|                | Bildstock             | An der Straße nach Hardheim bei der Volksbank (Karte)               |           | Kleindenkmal Nr. 14 (Külsheim): Bildstock. An der Straße nach Hardheim steht dieser Tafelbildstock mit Kreuzigungsmotiv. Das Bemerkenswerte daran ist, dass sich die Stifter auf beiden Seiten auch abbilden lassen haben. | BW                       |
|                | Bildstock             | An der Straße nach Tauberbischofsheim (Karte)                       |           | Kleindenkmal Nr. 15 (Külsheim): Bildstock. Tafelbildstock an der Straße nach Tauberbischofsheim in der Nähe vom Schützenhaus. | BW                       |
|                | Steinkreuz            | bei der Straßenkapelle (Karte)                                      |           | Kleindenkmal Nr. 16 (Külsheim): Steinkreuz bei der Straßenkapelle (Standortübungsplatz) 1656. Das Kreuz stand früher am Hardheimer Pfad Gewann Hoher Herrgott. Das Kreuz wurde von der Bundeswehr an der heutigen Platz versetzt. |                          |
|                | Bildstock             | Am Weg nach Hundheim (Karte)                                        |           | Kleindenkmal Nr. 17 (Külsheim): Bildstock. Am Weg nach Hundheim steht der sogenannte Evangelienstock mit 2 Jahreszahlen. 1680 und 1737. Im November 1990 wurde der Bildstock von einem jungen Mann umgefahren und am 1. September 1993 von der Stadt wieder aufgestellt. | BW                       |
|                | Bildstock             | Hauptstraße 81, "Speer" (Karte)                                     |           | Kleindenkmal Nr. 18 (Külsheim): Bildstock. Der Tafelbildstock steht Hauptstraße 81 beim Speerwirt. Es ist eine Abbildung der Hl. Familie. | BW                       |
|                | Bildstock             | bei der Straßenkapelle (Karte)                                      |           | Kleindenkmal Nr. 19 (Külsheim): Bildstock bei der Straßenkapelle. Jesus kniet unter dem Kreuz. |                          |
|                | Bildstock             | Steinbacher Weg (am) (Karte)                                        |           | Kleindenkmal Nr. 20 (Külsheim): Bildstock. Am Steinbacher Weg. Kruzifix am Steinbacher Weg. Das Kreuz steht etwa in der Mitte des Weges. Der Corpus hat Weintraubenform. Inschrift: VIDETE SI EST DOLOR SI UCT DOLOR MEUS! Deutsch: Sehet ob ein Schmerz ist wie mein Schmerz. | BW                       |
|                | Bildstock             | An der Uissigheimer Straße (Karte)                                  | 1694      | Kleindenkmal Nr. 21 (Külsheim): Bildstock. Nischenbildstock an der Uissigheimer Straße. Pietà. Inschrift: H.P.GILICHI 1694. | BW                       |
|                | Bildstock             | Am Seiteneingang zum Friedhof (Karte)                               | 1711      | Kleindenkmal Nr. 22 (Külsheim): Bildstock. Madonnenstatue am Seiteneingang zum Friedhof. 1711 Regina Pacis mit Herzoginkrone. Die auf dem Seiteneingang stehende Statue ist eine Kopie. Das Original steht im Bürgermeisterzimmer. Inschrift: GOTT UND SEINER WERTEN MUTTER HAT ADAM FRIEDEL DIES BILD AUFRICHTEN LASSEN 1711. | BW                       |
|                | Bildstock             | Am Steinbacher Weg beim Judenfriedhof (Karte)                       |           | Kleindenkmal Nr. 23 (Külsheim): Träubelesbildstock mit Vesperbild (Pietà). Inschrift: GROSS WIE DAS MEER IST MEIN SCHMERZ. HI BST. | BW                       |
|                | Steinkreuz            | Bei der ehemaligen Ölmühle (Karte)                                  |           | Kleindenkmal Nr. 24 (Külsheim): Kruzifix aus Stein bei der ehemaligen Ölmühle. Inschrift: INRI OH MENSCH BEDENK OB EIN SCHMERZ SEI GLEICH MEINEM SCHMERZ. | BW                       |
|                | Bildstock             | Mönchenstraße (Karte)                                               |           | Kleindenkmal Nr. 25 (Külsheim): Bildstock im Gewann Mönchenstraße. Bildstock mit Kreuzmotiv und an den Seiten die Kreuzigungswerkzeuge. Die Jahreszahlen sind 1607 und 1716. Am Schaft des Bildstocks ist ein Wappen mit einem springenden Hund der das Gemeindewappenmotiv von Hundheim wurde. Inschrift: 1607 HAT LINHART BISCHOF VON HUNTEN DIS BILT GOT ZU EHREN AUFGERICHT. | BW                       |
|                | Bildstock             | An der Volksbank (Karte)                                            | 1716      | Kleindenkmal Nr. 26 (Külsheim): An der Volksbank steht dieser reich verzierte Tafelbildstock mit Kreuzigungsgruppe. Inschrift: ZU EHREN GOTTES HAT MARTIN ULERIG DIESEN BILDSTOCK AUFRICHTEN LASSEN IM JAHR 1716. | BW                       |
|                | Bildstock             | An der Straße nach Uissigheim (Karte)                               | 1718      | Kleindenkmal Nr. 27 (Külsheim): An der Straße nach Uissigheim bei der Gemarkungsgrenze Külsheim/Uissigheim steht dieser Bildstock von 1718. | BW                       |
| Weitere Bilder | Straßenkapelle        | Straßenkapelle (Karte)                                              | 1727      | Kleindenkmal Nr. 28 (Külsheim): Straßenkapelle, auch Wegkapelle und Balze-Ries-Kapelle, 1727 errichtet. An der Hohen Straße im Standortübungsplatz der Bundeswehr steht die Kapelle die 1727 von Balz Ries erbaut wurde. |                          |
|                | Bildstock             | gegenüber Pfarrhaus (Karte)                                         | 1729      | Kleindenkmal Nr. 29 (Külsheim): Madonnenstatue gegenüber Pfarrhaus, bei der Kirche auf der ehemaligen Umfassungsmauer, von 1729. | BW                       |
|                | Bildstock             | Gewann Koks (Karte)                                                 |           | Kleindenkmal Nr. 30 (Külsheim): Caravacakreuz im Weinberg. 1730 im Gewann Koks im Weinbergsflur. Caravacakreuz 1730. Dieses Kreuz ist auch bekannt unter dem Namen Külsheimer "Hoher Herrgott". | BW                       |
|                | Bildstock             | Hauptstraße 1, Abzweigung Mühlweg (Karte)                           | 1732      | Kleindenkmal Nr. 31 (Külsheim): Bildstock. Pietà von 1732. Ein besonders schöner Säulenbildstock mit korinthischem Kapitell. Pietà mit weinendem Putto. Einer der sehenswertesten Bildstöcke der Gegend. |                          |
|                | Mariensäule           | Hauptstraße 37, gegenüber der Katharinenkapelle (Karte)             |           | Kleindenkmal Nr. 32 (Külsheim): Mariensäule, gegenüber der Katharinenkapelle. In der Hauptstraße 37 steht diese große und auch eine der schönsten Träubelesmadonnen der ganzen Gegend. |                          |
|                | Bildstock             | Kirchberg 22 (bei) (Karte)                                          |           | Kleindenkmal Nr. 33 (Külsheim): Dreifaltigkeitsbildstock bei Kirchberg 22. Auf runder Säule ein mit rebenumrankter Bildstock am Haus vor der Kirche von 1739 und 1862. Das Motiv auf der Bildplatte ist die Hl. Dreifaltigkeit. | BW                       |
|                | Bildstock             | Steinbacher Weg, Abzweigung Hundheim (Karte)                        | 18. Jh.   | Kleindenkmal Nr. 34 (Külsheim): Bildstock. Blutbild. Am Steinbacher Weg Abzweigung Hundheim steht dieser Bildstock rebenumrankt mit gewundener Säule. Das Motiv des Bildes ist die Corporale mit dem Hl. Blut von der Wallfahrt zum Blutwunder von Walldürn. 18. Jahrhundert. |                          |
|                | Bildstock             | bei Gasthaus Alte Linde (Karte)                                     |           | Kleindenkmal Nr. 35 (Külsheim): Bildstock. Pietà bei Gasthaus Alte Linde. Pietà auf hoher runder Säule gegenüber "Linde". Dettelbacher Pietà mit Ionischem Kapitell. |                          |
|                | Nepomukstatue         | Hauptstraße 74, bei Metzgerei Lang (Karte)                          |           | Kleindenkmal Nr. 36 (Külsheim): Nepomukstatue, Hauptstraße 74 bei Metzgerei Lang. Sehr gut bearbeitete Statue des heiligen Nepomuk. | BW                       |
|                | Bildstock             | An der Hauptstraße 87 (Karte)                                       |           | Kleindenkmal Nr. 37 (Külsheim): Bildstock. Träubelesbildstock mit gewundener Säule. Auf dem korinthischen Kapitell sitzt der Hl. Georg auf einem Pferd und tötet mit einer Lanze den Drachen. | BW                       |
|                | Bildstock             | Im Paradeis am Weg zur Ölmühle (Karte)                              | 1742      | Kleindenkmal Nr. 38 (Külsheim): Bildstock. Im Paradeis am Weg zur Ölmühle steht das Kretzersbild. Inschrift: GOTT ZU LOB UND EHR HAT HANS MART SCHÜTZ SEIN HAUSFRAU CHRISTINA DIES BILD ANFERTIGEN LASSEN 1742. | BW                       |
|                | Bildstock             | Im Schlossgraben (Karte)                                            | 1744      | Kleindenkmal Nr. 39 (Külsheim): Bildstock. Dieses reichverzierte Kruzifix mit einem Engelein stand früher am Steinfurter Pfad (Hohe Straße). Durch die Nutzung des Standortübungsplatzes wurde es in den Schlossgraben versetzt. Inschrift: GOTT ZU LOB UND EHREN HADT VALENDIN REINHARD DIESES BILD AUFRICHTEN LASSEN 1744. | BW                       |
|                | Bildstock             | An der Straße nach Tauberbischofsheim (Karte)                       |           | Kleindenkmal Nr. 40 (Külsheim): Bildstock. An der Straße nach Tauberbischofsheim steht dieser Träubelesbildstock mit korinthischem Kapitell. Darauf ist eine Freifigur, Pietà mit zwei trauernden Engeln. | BW                       |
|                | Bildstock             | Am Weg zu den Weinbergen (Sauwiesen) (Karte)                        |           | Kleindenkmal Nr. 41 (Külsheim): Wegkreuz. Am Weg zu den Weinbergen (Sauwiesen) steht dieses Kreuz mit einem Engelein, welches das Hl. Blut auffängt. | BW                       |
|                | Bildstock             | Bronnbacher Straße (Karte)                                          | 1749      | Kleindenkmal Nr. 42 (Külsheim): Bildstock. Kapellenbildstock am Waldeingang der Bronnbacher Straße (Bugsbild), Pieta. Dieser Bildstock wurde Anfang der 1960er Jahre geraubt. Die jetzige Pieta ist eine Spende des Altenwerkes Külsheim. Inschrift: I.H.S GOT ZU LOB UND EHR HAT MADES GILLIGH UND ANDRES KAUFMANN DIS BILT AUFRICHTEN LASSEN 1749. | BW                       |
|                | Bildstock             | In den Weinbergen (Karte)                                           |           | Kleindenkmal Nr. 43 (Külsheim): Bildstock. In den Weinbergen. Hl. Urban im Weinbergsflur. | BW                       |
|                | Bildstock             | Hauptstraße 72 (Karte)                                              |           | Kleindenkmal Nr. 44 (Külsheim): Tafelbildstock. Säulenbildstock mit dorischem Kapitell. In den Ecknischen rechts und links der Impfinger Pieta Magdalena mit Salbgefäß und Johannes. | BW                       |
|                | Bildstock             | Hardheimer Straße, Abzweigung Tauberbischofsheim (Karte)            |           | Kleindenkmal Nr. 45 (Külsheim): Bildstock. Sehr schöne Madonna. Auf dem beschrifteten Sockel ist eine gewundene Säule mit Volutenkapitell. Maria trägt eine Herzoginkrone. | BW                       |
| Weitere Bilder | Waldkapelle           | Alte Bronnbacher Straße (Karte)                                     | 1765      | Kleindenkmal Nr. 46 (Külsheim): Wegkapelle, auch Waldkapelle im Schönert, 1765 errichtet. Im Gemeindewald Schönert an der alten Bronnbacher Straße. |                          |
|                | Caravacakreuz         | am Paradeis (Karte)                                                 | 18. Jh.   | Kleindenkmal Nr. 47 (Külsheim): Caravacakreuz am Paradeis. Ein weiteres Caravacakreuz hinter dem Schloss am Paradeis. Es ist nicht so groß wie das am Koks aber es hat die Besonderheit, dass drei Engelein das Hl. Blut auffangen. Inschrift und Jahreszahl fehlen. Wohl aus dem 18. Jahrhundert. | BW                       |
|                | Bildstock             | Wolferstädter Weg 7 (Karte)                                         |           | Kleindenkmal Nr. 48 (Külsheim): Ein Tafelbildstock mit dem Motiv Jesus am Ölberg mit einem Engel der den Leidenskelch bringt. Inschrift: HERR WAN ES MOHLIH IST SO NIM DIESEN KELCH VON MIR. | BW                       |
|                | Bildstock             | bei der Straßenkapelle (Karte)                                      | 1729      | Kleindenkmal Nr. 49 (Külsheim): Judaskussbildstock. Kapellenbild bei der Straßenkapelle von 1729. Jesus wird am Ölberg mit einem Kuss verraten. Einzigartig sind die Engelsköpfchen bei diesen 4 Bildern. Inschrift: ANNO 1729 HAT HERR GEORG FRANZISKUS BAUMANN UND CATARINAHIERSELBST ZU KÜLSHEIM UND ZUR GEDECHTNIS DER GEFENGNIS JESU CHRISTI DIES BILDNIS MACHEN LASSEN. |                          |
|                | Bildstock             | bei der Straßenkapelle (Karte)                                      | 1729      | Kleindenkmal Nr. 50 (Külsheim): Dornenkrönungsbildstock. Kapellenbild bei der Straßenkapelle. Das Motiv ist die Geiselung Jesu. Bei diesem Bildstock sind drei Engelsköpfchen mit ganz anderer Blickrichtung. |                          |
|                | Bildstock             | bei der Straßenkapelle (Karte)                                      | 1729      | Kleindenkmal Nr. 51 (Külsheim): Kreuzigungsbildstock. Kapellenbild bei der Straßenkapelle. Jesus wird an das Kreuz genagelt. |                          |
|                | Bildstock             | bei der Straßenkapelle (Karte)                                      | 1729      | Kleindenkmal Nr. 52 (Külsheim): Himmelfahrtbildstock. Kapellenbild bei der Straßenkapelle. Bei diesem Kapellenbild ist die Himmelfahrt Jesu zu sehen. Inschrift: ANNO 1729 HAT DER HOCHETELGESTRENGE HERR GEORG FRANZ BAUMANN GEWESENER JOHANITER AMTMAN ZU WÜRZBURG DIESE BILDNIS ZU EHREN GOTTES AUFRICHTEN LASSEN. O ANDÄCHTIGE SEELE BETRACHTE. |                          |
|                | Bildstock             | Am Seeweg (Karte)                                                   |           | Kleindenkmal Nr. 53 (Külsheim): Dreifaltigkeitsbildstock am Seeweg. | BW                       |
|                | Bildstock             | Am Mühlweg 10 (Karte)                                               |           | Kleindenkmal Nr. 54 (Külsheim): Bildstock mit runder Säule, einem Kapitell mit Voluten und einem sehr schönen Tafelbild mit der Hl. Dreifaltigkeit. | BW                       |
|                | Steinkreuz            | Kattenberg (Karte)                                                  | 1866      | Kleindenkmal Nr. 55 (Külsheim): Steinkreuz auf dem Kattenberg von 1866. Es ist ein sehr hohes Kreuz und da es an einer markanten Stelle steht, kann man es fast von überall sehen. Zu diesem Kreuz wird jedes Jahr am 1. Mai eine Bittprozession durchgeführt. Inschrift: ES IST VOLLBRACHT I 19 K 30 V. ERRICHTET VON JOSEF DÜLL UND SEINER EHEFRAU 1866. | BW                       |
|                | Steinkreuz            | im Friedhof (Karte)                                                 |           | Kleindenkmal Nr. 56 (Külsheim): Friedhofskreuz. Steinkreuz im Friedhof. | BW                       |
|                | Bildstock             | An der Straße nach Hardheim (Karte)                                 |           | Kleindenkmal Nr. 57 (Külsheim): Bildstock. Jesusstatue. Lebensgroße Freifigur, die als Kreuzschlepper bezeichnet wird. |                          |
|                | Bildstock             | An der Kirchentreppe (altes Rathaus) (Karte)                        |           | Kleindenkmal Nr. 58 (Külsheim): Das Kreuz ist aus neuerer Zeit. Es ist keine Jahreszahl vorhanden. Inschrift: ES IST VOLLBRACHT. SEI HEILIGES KREUZ GEGRÜSSET DARAN MEIN HERR GEHANGEN IN BITTERN TODESBANGEN. | BW                       |
|                | Steinkreuz            | an der Bronnbacher Straße (Karte)                                   |           | Kleindenkmal Nr. 59 (Külsheim): Steinkreuz an der Bronnbacher Straße, ehemals Steinbruch. | BW                       |
| Weitere Bilder | Mariengrotte          | Grotte an der Kneippanlage (Karte)                                  | um 1900   | Kleindenkmal Nr. 60 (Külsheim): Mariengrotte an der Kneipp-Anlage (siehe auch: Liste öffentlicher Kneipp-Anlagen im Main-Tauber-Kreis). Die Grotte wurde um 1900 errichtet. Der Stifter war Johann Keller. Er wohnte im Alter bei Wilhelm Stang am Oberen Tor. Er war geboren um 1850 und starb etwa um 1925 bis 1930. Die Statue wurde vom Bildhauer Tobias Träger aus Stein gefertigt. |                          |
|                | Mariengrotte          | im Friedhof (Karte)                                                 |           | Kleindenkmal Nr. 61 (Külsheim): Mariengrotte, auch Lourdesgrotte genannt. Im Friedhof von Külsheim befindet sich diese Grotte mit einer Lourdes-Madonna. Über die Entstehungszeit und den Stifter der Grotte ist nichts bekannt. | BW                       |
|                | Kapelle am Roten Rain | Am Roten Rain (Karte)                                               |           | Kleindenkmal Nr. 62 (Külsheim): Kapelle am Roten Rain. Wegkapelle. Die Kapelle wurde am 11. August 1974 von Pfarrer E. Landwehr eingeweiht. An der Vorderfront ist ein Stein mit der Jahreszahl 1764 von der ehemaligen Wolferstetter Kapelle eingemauert. | BW                       |
|                | Bildstock             | am Paradeis hinter der Stadthalle (Karte)                           |           | Kleindenkmal Nr. 63 (Külsheim): Bildstock. Am Paradeis hinter der Stadthalle steht dieser Holzbildstock mit einer Schönstadtmadonna. | BW                       |
|                | Bildstock             | Bei der Straßenkapelle (Karte)                                      |           | Kleindenkmal Nr. 64 (Külsheim): Bildstock. | BW                       |
|                | Bildstock             | Am Roten Rain 3 (Karte)                                             | 1988      | Kleindenkmal Nr. 65 (Külsheim): Bildstock. Einen Bildstock hat die Familie Berthold Väth vor ihrem Haus am Roten Rain aufrichten lassen. Es ist eine Maria mit Kind. Der Bildstock wurde am 2. Oktober 1988 durch Pfarrer Sack eingeweiht. Inschrift: MATER HABEBIT CURAM. B.VÄTH ANNO 1988. | BW                       |
| Weitere Bilder | Wegmarkierungsstein   | Bei der Straßenkapelle (Karte)                                      |           | Kleindenkmal Nr. 66 (Külsheim): Wegmarkierungsstein. Die Hohe Straße war vor langer Zeit eine der Hauptverkehrsadern in Deutschland. Sie führte auf dem Landweg von Nürnberg nach Frankfurt. Ein Relikt aus dieser Zeit ist der Wegweiser nach Stunden. Inschrift: NACH BISCHOFSHEIM 3 STUNDEN, NACH STEINBACH 1 STUNDE. |                          |
| Weitere Bilder | Kriegerdenkmal        | bei der Straßenkapelle (Karte)                                      |           | Kleindenkmal Nr. 67 (Külsheim): Kriegerdenkmal. Neben der Straßenkapelle steht ein Ehrenmal für die ehemalige 14. Panzer-Division. Es ist ein Obelisk mit Querbalken, auf denen die Orte verzeichnet sind, in denen die Division im Einsatz war. | Wikidata-Objekt anzeigen |
| Weitere Bilder | Katharinenkapelle     | Hauptstraße (Karte)                                                 | 1439–1444 | Kleindenkmal Nr. 68 (Külsheim): Katharinenkapelle, auch Stadtkapelle, 1439 bis 1444 erbaut, gotischer Baustil. |                          |
|                | Bildstock             | Hauptstraße 62 (Karte)                                              |           | Kleindenkmal Nr. 69 (Külsheim): Bildstock. Eine in die Giebelseite der Scheune eingelassene Bildtafel. Herkunft unbekannt. | BW                       |
|                | Bildstock             | Spitalstraße 11 (Karte)                                             |           | Kleindenkmal Nr. 70 (Külsheim): Tafelbildstock Ecke Spitalstraße/Bergstraße. Bildtafel an Spitalstraße 11 unter der Hausverkleidung. | BW                       |
|                | Kriegerdenkmal        | Bei der Kirche (Karte)                                              |           | Kleindenkmal Nr. 71 (Külsheim): Kriegerdenkmal. Gedenkplatte an der Mauer bei der linken Seite der Kirche für die Gefallenen des Zweiten Weltkrieges (1939–1945) und eine Gedenkplatte für den Märtyrerpriester Pater Alois Grimm, der aus Külsheim stammte. | BW                       |
|                | Bildstock             | An der alten Steige (Karte)                                         |           | Kleindenkmal Nr. 72 (Külsheim): Bildstock. Kruzifix an der alten Steige. | BW                       |

### Steinbach
Bau-, Kunst- und Kulturdenkmale in Steinbach mit dem Dorf Steinbach (⊙), den Höfen Hinterer Meßhof (⊙) und Vorderer Meßhof (⊙) sowie den abgegangenen Höfen Gickelhof (⊙) und Otterhof (⊙):
| Bild           | Bezeichnung           | Lage                                               | Datierung | Beschreibung | ID |
| -------------- | --------------------- | -------------------------------------------------- | --------- | --- | -- |
| Weitere Bilder | St. Peter und Paul    | Schönertsbachstraße 58 (Karte)                     |           | Kirche St. Peter und Paul |    |
|                | Hofkapelle            | Vorderer Meßhof (Karte)                            |           | Hofkapelle am Vorderen Meßhof |    |
|                | Bildstock             | Schönertsbachstraße (südliche) (Karte)             | 1702      | Kleindenkmal Nr. 01 (Steinbach): Bildstock. Südliche Schönertsbachstraße. Bildstock mit Kreuzmotiv und Spitzbogen, darauf ist ein Kreuz. An der Säule ist oben ein Engelskopf mit Flügeln. Inschrift: ZUR EHR GOTTES IST DIESER BILDSTOCK AUFGERICHTET WORDEN IM JAHR 1702.                                                                                    | BW |
|                | Bildstock             | Ortseingang Steinbach (Karte)                      |           | Kleindenkmal Nr. 02 (Steinbach): Bildstock. Ortseingang Steinbach aus Richtung Steinfurt bzw. Külsheim. | BW |
|                | Bildstock             | Steingasse (an), Friedhof (Nähe) (Karte)           |           | Kleindenkmal Nr. 03 (Steinbach): Bildstock. An der Steingasse in der Nähe des Friedhofes steht dieser Kapellenbildstock mit einer Pieta in der Nische. | BW |
| Weitere Bilder | Bildstock             | Straße nach Hundheim (Karte)                       | 1889      | Kleindenkmal Nr. 04 (Steinbach): Kreuzschlepper-Bildstock. An der Straße nach Hundheim steht dieser kreuztragende Heiland als Freifigur. Sie ist aus rotem Sandstein gefertigt. Inschrift: SCHAU HINEIN IN DIESEN SPIEGELUND THUE NACH DEM VORBILD, WELCHESDIR GEZEIGT WORDEN ISTAUF DEM BERGE.ERRICHTET VON FRANZ GREULICH.GEFERTIGT VON J.HAAS BOXTHAL 1889. |    |
|                | Friedhofskreuz        | Friedhof (Karte)                                   |           | Kleindenkmal Nr. 05 (Steinbach): Bildstock. Kreuz im Friedhof. Inschrift: Jesu Christe für uns am Kreuze gestorben erbarme dich unser. | BW |
|                | Wegkreuz              | Weg zu den Meßhöfen (Karte)                        |           | Kleindenkmal Nr. 06 (Steinbach): Bildstock. Kreuz am Weg zu den Meßhöfen. Inschrift: CHRISTUS IST DER WEG FOLGE IHM. GESTIFTET VON DER FAMILIE BLANK. | BW |
|                | Bildstock             | Gewann Zittern (Karte)                             |           | Kleindenkmal Nr. 07 (Steinbach): Bildstock. Eisernes Kruzifix auf Sandsteinsockel. Inschrift: BUNDSCHUH. | BW |
| Weitere Bilder | Weißes Bild           | Vorderer Meßhof (Nähe) (Karte)                     |           | Kleindenkmal Nr. 08 (Steinbach): Das "Weiße Bild". Ältester Bildstock der Gemarkung Steinbach. Wichtiger Referenzpunkt in vielen historischen Karten. |    |
|                | Bildstock             | Vorderer Meßhof (Nähe) (Karte)                     | 1860      | Kleindenkmal Nr. 09 (Steinbach): Bildstock. Bildhäuschen in der Nähe des Vorderen Meßhofes. Inschrift: Errichtet zur Ehre Gottes Marzian Schüßler Franz Sales Ballweg 1860 v. Meshof. |    |
|                | Bildstock             | ehem. Otterhof (bei) (Karte)                       | 1700      | Kleindenkmal Nr. 10 (Steinbach): Kreuzbildstock beim ehemaligen Otterhof. Unterhalb der Inschrift ein Wappen mit Pflugschar. Inschrift: ANNO 1700 HAT HANS JÖRG MULE DIESES BILT ZU EHRE GOTTES AUFRICHTEN LASSEN. |    |
|                | Wegkreuz, Gedenkkreuz | ehem. Feldscheune des Gickelhofes (an) (Karte)     |           | Kleindenkmal Nr. 11 (Steinbach): Bildstock. Ein kleines Kreuz aus Eisen steht an der ehemaligen Feldscheune des Gickelhofes. Es ist ein Gedenkkreuz der Familie Ochs für den verunglückten Friedrich Ochs. | BW |
|                | Wegkreuz, Gedenkkreuz | Eichwald, Nähe ehemaliger Otterhof (Karte)         |           | Kleindenkmal Nr. 12 (Steinbach): Gedenktafel. Im Eichwald, Nähe ehemaliger Otterhof, steht ein Holzkreuz für den Förster Rudolf Dosch, der hier verunglückte. Inschrift: ZUR ERINNERUNG AN DEN FÜRSTLICHEN FÖRSTER RUDOLF DOSCH VERUNGLÜCKT IM DIENST AM 11.7.1967.                                                                                            |    |
|                | Wegkreuz, Gedenkkreuz | ehem. Gickelhof (bei) (Karte)                      |           | Wegkreuz. Ein kleines Kreuz in der Nähe des ehemaligen Gickelhofes. Sog. Küstner-Kreuz. | BW |
|                | Wegkreuz              | ehem. Gickelhof (bei), Heimersklinge (bei) (Karte) |           | Wegkreuz. Zwischen dem ehemaligen Gickelhof und dem Beginn der Heimersklinge im Wald. | BW |

### Steinfurt
Bau-, Kunst- und Kulturdenkmale in Steinfurt (⊙):
| Bild           | Bezeichnung          | Lage                                | Datierung | Beschreibung | ID |
| -------------- | -------------------- | ----------------------------------- | --------- | --- | -- |
| Weitere Bilder | Heilig-Kreuz-Kapelle | Mönchwaldstraße (Karte)             | 1901      | Heilig-Kreuz-Kapelle, mit Dachreiter und polygonalem Chor, bez. 1901. |    |
|                | Bildstock            | Gewann Hofgärten (Karte)            |           | Kleindenkmal Nr. 01 (Steinfurt): Bildstock. Im Gewann Hofgärten steht der in seiner Form einmalige Nischenbildstock. | BW |
| Weitere Bilder | Bildstock            | Rüdentaler Straße (Karte)           | 1736      | Kleindenkmal Nr. 02 (Steinfurt): An der Rüdentaler Straße an einem Haus steht dieses Vesperbild. Auf dem Schoße Marias liegt der Leichnam Jesus. Bei den Gestalten rechts und links auf dem Bild dürfte es sich um das Stifterehepaar handeln. Inschrift: GOTT UND MARIA ZU LOB UND EHREN HAT DIESEN BILDSTOCK AUFRICHTEN LASSEN PETER BISCHOF UND ANNA MARIA SEIN HAUSFRAU. 1736. |    |
|                | Bildstock            | Gewann Teichäcker (Karte)           |           | Kleindenkmal Nr. 03 (Steinfurt): Bildstock. In Ortsnähe am Gewann Teichäcker steht noch Sockel und Säule des Dreifaltigkeitsbildstockes dessen Bildtafel am 21. Oktober 1983 gestohlen wurde. | BW |
| Weitere Bilder | Steinkreuz           | L 508 (an) (Flst.Nr. 1.789) (Karte) | 1948      | Kleindenkmal Nr. 04 (Steinfurt): Steinkreuz. An der Straße nach Hardheim steht dieses Kreuz, welches an die Mission 1948 erinnert. Inschrift: MISSION 1948. VERTRAU AUF GOTT UND LASS IHN WALTEN ER WIRD DICH WUNDERBAR ERHALTEN. LASSET UNS GOTT LIEBEN WEIL GOTT UNS ZUERST GELIEBT. 1.JOH.4.19                                                                                  |    |
|                | Steinkreuz           | Friedhof (Flst.Nr. 1.795) (Karte)   | 1923      | Kleindenkmal Nr. 05 (Steinfurt): Steinkreuz im Friedhof von 1923. Inschrift: ES IST VOLLBRACHT!. | BW |
|                | Mariengrotte         | Friedhof (Flst.Nr. 1.795) (Karte)   |           | Kleindenkmal Nr. 06 (Steinfurt): Mariengrotte (auch Lourdesgrotte) im Friedhof. | BW |

### Uissigheim
Bau-, Kunst- und Kulturdenkmale in Uissigheim mit dem Dorf Uissigheim (⊙) und der Maisenbachsiedlung (⊙):
| Bild           | Bezeichnung         | Lage                                               | Datierung | Beschreibung | ID |
| -------------- | ------------------- | -------------------------------------------------- | --------- | --- | -- |
| Weitere Bilder | St. Laurentius      | Ritter-Arnold-Straße 33 (Karte)                    | 1847      | Römisch-katholische Kirche St. Laurentius, stammt aus dem Jahr 1847 und ist dem heiligen Laurentius von Rom geweiht. |    |
|                | Kreuzigungsgruppe   | Beim neuen Sportplatz (Karte)                      |           | Kleindenkmal Nr. 01 (Uissigheim): Kreuzigungsgruppe beim neuen Sportplatz. | BW |
|                | Bildstock           | am Weg nach Gamburg, Haus Hübner (Karte)           | 1572      | Kleindenkmal Nr. 02 (Uissigheim): Bildstock, Kreuzigungsgruppe, 1572. | BW |
|                | Bildstock           | Nähe Friedhof (Karte)                              | 1589      | Kleindenkmal Nr. 03 (Uissigheim): Bildstock, 1589, Christus am Kreuz. | BW |
|                | Bildstock           | Weg nach Gamburg (Karte)                           | 1594      | Kleindenkmal Nr. 04 (Uissigheim): Bildstock am Weg nach Gamburg. Kreuzbild von 1594. | BW |
|                | Bildstock           | bei der Fatima Grotte (Karte)                      | 1608      | Kleindenkmal Nr. 05 (Uissigheim): Kreuzigungsbild, 1608. | BW |
|                | Bildstock           | Weg zur Maisenbachsiedlung (am) (Karte)            | 1572      | Kleindenkmal Nr. 06 (Uissigheim): Grüßmannstein, 1572, Bildtafel, am 23./24. August 1983 gestohlen. | BW |
|                | Bildstock           | an Hs. Nr. 22 Berberich (Karte)                    | 1705      | Kleindenkmal Nr. 07 (Uissigheim): Bildstock, Pietà, 1705. | BW |
|                | Bildstock           | Am Sportplatz, Külsheimer Straße (Karte)           | 1715      | Kleindenkmal Nr. 08 (Uissigheim): Kreuzigungsgruppe, 1715. | BW |
|                | Bildstock           | Oberdorf, Weg nach Gamburg (Karte)                 | 1717      | Kleindenkmal Nr. 09 (Uissigheim): Bildstock, Himmelskönigin mit Kind, 1717. | BW |
|                | Bildstock           | Straße nach Külsheim (Karte)                       | 1718      | Kleindenkmal Nr. 10 (Uissigheim): Bildstock, Klh. 32., Dreifaltig, 1718. | BW |
|                | Bildstock           | Straße nach Eiersheim (Karte)                      | 1721      | Kleindenkmal Nr. 11 (Uissigheim): Sebastian, 1721. | BW |
|                | Bildstock           | am Weg zur Eulschirbenmühle (Karte)                | 1721      | Kleindenkmal Nr. 12 (Uissigheim): Pietà am Weg zur Eulschirbenmühle, 1721. | BW |
|                | Bildstock           | Am Bronnbacher Pfad (Karte)                        | 1726      | Kleindenkmal Nr. 13 (Uissigheim): Bildstock. Himmelskönigin mit Kind, 1726. | BW |
|                | Bildstock           | Oberdorf in Gartenmauer, nähe Kirche (Karte)       | 1732      | Kleindenkmal Nr. 14 (Uissigheim): Muttergottes mit Kind, 1732. | BW |
|                | Pietà 1736          | K 2881 (bei) (Karte)                               | 1736      | Kleindenkmal Nr. 15 (Uissigheim): Pietà, 1736. Brücke an der Maisenbach. | BW |
|                | Bildstock           | am Bronnbacher Weg, am Fuße des Stahlbergs (Karte) | 1738      | Kleindenkmal Nr. 16 (Uissigheim): Bildstock, Kreuzigungsgruppe, 1738. | BW |
|                | Bildstock           | an der Straße nach Gamburg (Karte)                 | 1739      | Kleindenkmal Nr. 17 (Uissigheim): Bildstock, Hohes Kreuz auf hohem Sockel, 1739. | BW |
|                | Bildstock           | neben Straße nach Külsheim (Karte)                 | 1748      | Kleindenkmal Nr. 18 (Uissigheim): Bildstock, Kreuzigung Christi, 1748. | BW |
|                | Bildstock           | am Weg zu den Krautgärten (Karte)                  | 1752      | Kleindenkmal Nr. 19 (Uissigheim): Bildstock, Christus am Kreuz, 1752. | BW |
|                | Bildstock           | Ortsausgang Richtung Külsheim (Karte)              | 1752      | Kleindenkmal Nr. 20 (Uissigheim): Christus am Kreuz, 1752. | BW |
|                | Bildstock           | bei den Krautgärten (Karte)                        | 1756      | Kleindenkmal Nr. 21 (Uissigheim): Bildstock, Maria mit Kind, 1756. | BW |
|                | Wegkreuz            | K 2881 (bei) (Karte)                               | 1767      | Kleindenkmal Nr. 22 (Uissigheim): Christus am Kreuz, 1767. | BW |
|                | Bildstock           | In der Türkengasse (Karte)                         | 1783      | Kleindenkmal Nr. 23 (Uissigheim): Bildstock, Pietà, von 1783, an einer Gartenmauer in der Türkengasse. | BW |
|                | Bildstock           | gegenüber dem Gasthaus Lamm (Karte)                | 1804      | Kleindenkmal Nr. 24 (Uissigheim): Bildstock, hl. Antonius, 1804. | BW |
|                | Bildstock           | Straße nach Külsheim (Karte)                       | 1822      | Kleindenkmal Nr. 25 (Uissigheim): Vierzehnheiligenbild, 1822. | BW |
|                | Bildstock           | am alten Weg nach Gamburg (Karte)                  |           | Kleindenkmal Nr. 26 (Uissigheim): Bildstock, Eisenkreuz. | BW |
|                | Bildstock           | Froschgasse (Karte)                                | 1886      | Kleindenkmal Nr. 27 (Uissigheim): Bildstock, Kreuzigungsgruppe, 1886. | BW |
|                | Bildstock           | Dorfwiesen gegen Gamburg (Karte)                   | 1890      | Kleindenkmal Nr. 28 (Uissigheim): Bildstock, Kreuztragender Heiland, 1890. | BW |
|                | Bildstock           | hinter der Türkengasse (Karte)                     |           | Kleindenkmal Nr. 29 (Uissigheim): Bildstock, Maria als Himmelskönigin. | BW |
|                | Bildstock           | bei der Stahlbergkapelle (Karte)                   | 1870      | Kleindenkmal Nr. 30 (Uissigheim): Bildstock, Pietà, 1870. | BW |
|                | Bildstock           | im Pfarrhof (Karte)                                | 1608      | Kleindenkmal Nr. 31 (Uissigheim): Bildstock, 1608. | BW |
| Weitere Bilder | Kreuzweg            | Stahlberg (Karte)                                  | 1867–1869 | Kleindenkmale Nr. 32–46 (Uissigheim): Die am Uissigheimer Stahlberg von 1867 bis 1869 errichteten Kreuzwegstationen bestehen aus rotem Sandstein. Der Kreuzweg umfasst 15 Stationen, davon 14 eigentliche Kreuzwegstationen sowie eine gleichartige Vorab-Station. Sie wurden von der Künstlerfamilie Buscher aus Gamburg erstellt. 1870 wurde die Stahlbergkapelle am Ende des Kreuzweges errichtet. |    |
| Weitere Bilder | Bildstock           | Stahlberg (Karte)                                  | 1867–1869 | Kleindenkmal Nr. 32 (Uissigheim): Vorab-Station des Kreuzweges: Bildstock Jesus betend am Ölberg; vor den vierzehn Kreuzwegstationen |    |
| Weitere Bilder | 1. Kreuzwegstation  | Kirchbergweg (Karte)                               | 1867–1869 | Kleindenkmal Nr. 33 (Uissigheim): 1. Kreuzwegstation des vierzehn Stationen umfassenden Kreuzwegs zur Stahlbergkapelle. |    |
| Weitere Bilder | 2. Kreuzwegstation  | Kirchbergweg (Karte)                               | 1867–1869 | Kleindenkmal Nr. 34 (Uissigheim): 2. Kreuzwegstation des vierzehn Stationen umfassenden Kreuzwegs zur Stahlbergkapelle. |    |
| Weitere Bilder | 3. Kreuzwegstation  | Kirchbergweg (Karte)                               | 1867–1869 | Kleindenkmal Nr. 35 (Uissigheim): 3. Kreuzwegstation des vierzehn Stationen umfassenden Kreuzwegs zur Stahlbergkapelle. |    |
| Weitere Bilder | 4. Kreuzwegstation  | Kirchbergweg (Karte)                               | 1867–1869 | Kleindenkmal Nr. 36 (Uissigheim): 4. Kreuzwegstation des vierzehn Stationen umfassenden Kreuzwegs zur Stahlbergkapelle. |    |
| Weitere Bilder | 5. Kreuzwegstation  | Kirchbergweg (Karte)                               | 1867–1869 | Kleindenkmal Nr. 37 (Uissigheim): 5. Kreuzwegstation des vierzehn Stationen umfassenden Kreuzwegs zur Stahlbergkapelle. |    |
| Weitere Bilder | 6. Kreuzwegstation  | Kirchbergweg (Karte)                               | 1867–1869 | Kleindenkmal Nr. 38 (Uissigheim): 6. Kreuzwegstation des vierzehn Stationen umfassenden Kreuzwegs zur Stahlbergkapelle. |    |
| Weitere Bilder | 7. Kreuzwegstation  | Kirchbergweg (Karte)                               | 1867–1869 | Kleindenkmal Nr. 39 (Uissigheim): 7. Kreuzwegstation des vierzehn Stationen umfassenden Kreuzwegs zur Stahlbergkapelle. |    |
| Weitere Bilder | 8. Kreuzwegstation  | Kirchbergweg (Karte)                               | 1867–1869 | Kleindenkmal Nr. 40 (Uissigheim): 8. Kreuzwegstation des vierzehn Stationen umfassenden Kreuzwegs zur Stahlbergkapelle. |    |
| Weitere Bilder | 9. Kreuzwegstation  | Kirchbergweg (Karte)                               | 1867–1869 | Kleindenkmal Nr. 41 (Uissigheim): 9. Kreuzwegstation des vierzehn Stationen umfassenden Kreuzwegs zur Stahlbergkapelle. |    |
| Weitere Bilder | 10. Kreuzwegstation | Kirchbergweg (Karte)                               | 1867–1869 | Kleindenkmal Nr. 42 (Uissigheim): 10. Kreuzwegstation des vierzehn Stationen umfassenden Kreuzwegs zur Stahlbergkapelle. |    |
| Weitere Bilder | 11. Kreuzwegstation | Kirchbergweg (Karte)                               | 1867–1869 | Kleindenkmal Nr. 43 (Uissigheim): 11. Kreuzwegstation des vierzehn Stationen umfassenden Kreuzwegs zur Stahlbergkapelle. |    |
| Weitere Bilder | 12. Kreuzwegstation | Kirchbergweg (Karte)                               | 1867–1869 | Kleindenkmal Nr. 44 (Uissigheim): 12. Kreuzwegstation des vierzehn Stationen umfassenden Kreuzwegs zur Stahlbergkapelle. |    |
| Weitere Bilder | 13. Kreuzwegstation | Kirchbergweg (Karte)                               | 1867–1869 | Kleindenkmal Nr. 45 (Uissigheim): 13. Kreuzwegstation des vierzehn Stationen umfassenden Kreuzwegs zur Stahlbergkapelle. |    |
| Weitere Bilder | 14. Kreuzwegstation | Kirchbergweg (Karte)                               | 1867–1869 | Kleindenkmal Nr. 46 (Uissigheim): 14. Kreuzwegstation des vierzehn Stationen umfassenden Kreuzwegs zur Stahlbergkapelle. |    |
| Weitere Bilder | Stahlbergkapelle    | Stahlberg (Karte)                                  | 1870      | 1870 wurde die Stahlbergkapelle am Ende des Uissigheimer Kreuzweges errichtet. |    |
|                | Steinkreuz          | im Friedhof (Karte)                                |           | Kleindenkmal Nr. 47 (Uissigheim): Steinkreuz | BW |
|                | Mariengrotte        | Am Bronnbacher Pfad (Karte)                        |           | Kleindenkmal Nr. 48 (Uissigheim): Mariengrotte, auch Lourdesgrotte oder Fatima Grotte, am Bronnbacher Pfad. | BW |
|                | Bildstock           | Am Fuße des Stahlberges (Karte)                    |           | Kleindenkmal Nr. 49 (Uissigheim): Bildstock, St. Urban. | BW |